# Boarmia assimilis
Boarmia assimilis là một loài bướm đêm trong họ Geometridae.